# میل میلک
برای میل میلک در بافندگی به ورد رجوع کنید.
میل میلک، روستایی از توابع بخش زاغه شهرستان خرم‌آباد در استان لرستان ایران است.

## جمعیت
این روستا در دهستان زاغه قرار دارد و براساس سرشماری مرکز آمار ایران در سال ۱۳۸۵، جمعیت آن ۲۵۷ نفر (۵۳خانوار) بوده‌است.